# 서김해 나들목

서김해IC, 오픈스트리트맵에서 추출

서김해 나들목(W.Gimhae IC)은 경상남도 김해시 풍유동에 설치된 남해고속도로의 37번 교차로(나들목)이다. 국도 제58호선을 통해 내외동, 칠산서부동 등지로 진출할 수 있다.

## 연혁
- 1991년 12월 31일 : 나들목 신설을 위해 김해도시계획시설 교통광장에 김해시 봉황동, 강동, 부원동 일대를 김해 나들목으로 고시[1]
- 1994년 4월 16일 : 기존 '김해 나들목' 설치 계획을 폐지하고 김해시 흥동 일대를 칠산 나들목으로 고시[2]
- 1995년 5월 27일 : 나들목 건설을 위해 경상남도 김해시 풍유동 910m 구간 도로구역 변경[3]
- 1996년 6월 28일 : 남해고속도로 냉정 ~ 서부산 구간 왕복 4차로 확장 개통과 함께 통행 개시[4]

## 구조물 정보
- 위치: 경상남도 김해시 풍유동
- 영업소: 경상남도 김해시 골든루트로66번길 160 (풍유동)

## 접속하는 도로
- 국도 제14호선 (동서대로) : 직접 접속하는 것은 아니고, 서김해 나들목 요금소로부터 직진하여 칠산교차로를 지나서 칠산 나들목에서 비로소 접속된다.
- 국도 제58호선 (금관대로) : 서김해 나들목 요금소에서 나와 첫번째 교차로에서 좌회전 시 내외동 방면의 금관대로, 우회전 시 장유동 방면의 금관대로에 접속된다.
- 지방도 제1020호선 (칠산로) : 직접 접속하는 것은 아니고, 서김해 나들목 요금소로부터 직진하여 칠산교차로에서 좌회전 시 내외동 방면의 칠산로, 우회전 시 장유동 방면의 칠산로에 접속된다.

## 교통량 정보
| 요금소          | 통행량 (대/일) | 통행량 (대/일) | 통행량 (대/일) | 통행량 (대/일) | 통행량 (대/일) | 통행량 (대/일) | 통행량 (대/일) | 통행량 (대/일) | 통행량 (대/일) | 통행량 (대/일) | 각주  |
| 요금소          | 2001년         | 2002년         | 2003년         | 2004년         | 2005년         | 2006년         | 2007년         | 2008년         | 2009년         | 2010년         | 각주  |
| --------------- | -------------- | -------------- | -------------- | -------------- | -------------- | -------------- | -------------- | -------------- | -------------- | -------------- | ----- |
| 서김해 (폐쇄식) | 10,129         | 12,105         | 13,481         | 13,169         | 13,510         | 13,733         | 15,769         | 15,800         | 14,105         | 12,824         | [ 5 ] |
| 요금소          | 2011년         | 2012년         | 2013년         | 2014년         | 2015년         | 2016년         | 2017년         | 2018년         | 2019년         |                | [ 5 ] |
| 서김해 (폐쇄식) | 12,552         | 12,557         | 12,468         | 12,768         | 16,780         | 17,277         | 17,374         | 16,361         | 16,341         |                | [ 5 ] |